# پوریول
پوریول (به انگلیسی: Poriol) با فرمول شیمیایی C۱۶H۱۴O۵ یک ترکیب شیمیایی با شناسه پاب‌کم ۳۰۱۷۹۸ است. که جرم مولی آن ۲۸۶٫۲۷ g/mol می‌باشد. 